# Disciphus peregrinus
Disciphus peregrinus är en tvåvingeart som beskrevs av Becker 1911. Disciphus peregrinus ingår i släktet Disciphus och familjen fritflugor. Inga underarter finns listade i Catalogue of Life.